# Krzysztof Włosik
Krzysztof Włosik (* 28. April 1957 in Krakau) ist ein polnischer Bogenschütze.
Włosik, der für Nadwiślanina Kraków startete, nahm an den Olympischen Spielen 1980 in Moskau teil und belegte im Einzelwettbewerb Platz 10. Er war mehrfach polnischer Meister.